# Pematang Kulim
Pematang Kulim is een bestuurslaag in het regentschap Sarolangun van de provincie Jambi, Indonesië. Pematang Kulim telt 3031 inwoners (volkstelling 2010).